# The Ascent of Money
The Ascent of Money: A Financial History of the World (Brasil: A Ascensão do Dinheiro: Uma História Financeira do Mundo ) é um documentário britânico de 2008 baseado no livro best seller de Niall Ferguson e apresentada pelo próprio autor, é vencedora do Prêmio Emmy Internacional de Melhor Documentário de 2009.

## Enredo
The Ascent of Money procura explicar a história financeira do mundo, explorando a forma como o nosso complexo sistema financeiro global evoluiu ao longo dos séculos, como o dinheiro moldou o curso das relações humanas e como a mecânica deste sistema econômico funciona para criar uma aparente riqueza sem limites. Para milhões de pessoas, a recessão gerou uma sede de conhecimento sobre a forma como o sistema económico global realmente funciona, em especial quando tantos especialistas financeiros parecem ter sido igualmente apanhados de surpresa.